# Мото-Бодары
Мото-Бодары — посёлок в Черемховском районе Иркутской области России. Входит в состав Тунгусского муниципального образования.

## География
Посёлок находится на расстоянии 105 км к юго-западу от Черемхово, административного центра района

## Население
| 2002 | 2010 | 2011 | 2012 |
| ---- | ---- | ---- | ---- |
| 45   | ↗51  | →51  | ↗52  |

## Улицы
В посёлке имеется одна улица — Центральная.